# Denis Schmitz
Denis Schmitz (* 1989 in Essen) ist ein deutscher Musiker (Gitarre, Komposition), der sich im Grenzgebiet der Genres Klassik, Jazz und Weltmusik bewegt.

## Leben und Wirken
Schmitz, dessen Vater Schlagzeug spielt, erhielt nach einer musikalischen Früherziehung bereits mit sechs Jahren klassischen Gitarrenunterricht an der Folkwang-Musikschule bei Barbara Habig, Thomas Hanz und Richard Preinbergs. Beim Wettbewerb Jugend musiziert gewann er sowohl auf der Landes- und Bundesebene. Er studierte zwischen 2010 und 2014 Konzertgitarre an der Hochschule für Musik und Tanz Köln/Wuppertal bei Gerhard Reichenbach und vertiefte dort im Masterstudiengang, den er 2016 mit Bestnote abschloss. Weiterhin absolvierte er Meisterkurse bei Roberto Aussel, Marcin Dylla, Aniello Desiderio, Pavel Steidl, Judicael Perroy, Peter Fischer und Markus Wienstroer. 2014 gehörte er zu den Preisträgern des Barmenia Musikpreises der Stadt Wuppertal.
Schmitz gab zahlreiche Konzerte und wurde zu Festivals im In- und Ausland eingeladen. 2016 erschien sein erstes Solo-Album Sons do Brasil bei Supermusic, auf welchem er brasilianische Gitarrenwerke von Marco Pereira, Sergio Assad und Guido Santórsola vorstellte. 2020 wurde auf Timezone sein zweites Album Nuances (auch als LP) veröffentlicht, auf dem er mit einem „delikaten, vollmundigen Gitarrenton“ neben eigenen Kompositionen die „7 Short Pieces“ von Wolfgang Muthspiel (als Erstaufnahme) und Ralph Towners „Sacred Place“ interpretierte.
Seit 2017 wirkt Schmitz weiterhin als Gitarrenlehrer an der Städtischen Musikschule in Mönchengladbach. Seit 2020 hat er zudem einen Lehrauftrag am Standort Wuppertal der Hochschule für Musik und Tanz Köln.